# Groundhog Day
Groundhog Day (O Feitiço do Tempo (título em Portugal) ou Feitiço do Tempo (título no Brasil)) é um filme estadunidense de 1993 dirigido por Harold Ramis. Estrelado por Bill Murray, Andie MacDowell, e Chris Elliott, teve seu roteiro escrito por Harold Ramis e Danny Rubin, sobre um enredo deste último. A despeito da crítica inicialmente avaliar a obra como mediana hoje o filme é tido como um dos clássicos do cinema.
A história se passa na cidade de Punxsutawney, na Pensilvânia, em que Murray personifica um presunçoso e arrogante meteorologista da tevê que é escalado para a cobertura do tradicional Dia da Marmota (2 de fevereiro). Ele, contudo, fica preso numa armadilha temporal que o faz reviver o mesmo dia vezes sem fim. Embora no começo ele aproveite a repetição para agir de forma irresponsável, acaba ficando cansado em ter de sucessivamente acordar ao som de I Got You Babe de Sonny & Cher. No processo repetitivo termina por aproveitar a oportunidade para melhorar como pessoa, e finalmente conquistar a personagem vivida por Andie MacDowell.
A prisão temporal do personagem representa uma interessante proposta filosófica, uma vez que tematiza o importante questionamento do tempo presente. "No conjunto do filme, a duração das repetições perde-se de vista; não sabemos quantos dias foram necessários para que o repórter pudesse retomar sua vida 'normal'".
Em 2006 Groundhog Day foi incluído no National Film Registry dos Estados Unidos por ser considerado "cultural, histórica ou esteticamente relevante". Em 2016 (em Londres) e em 2017 (na Broadway) o enredo foi transformado em musical com título homônimo. Em 2014 a revista Hollywood Reporter realizou uma lista dos 100 maiores filmes de todos os tempos, segundo a opinião de profissionais de cinema (atores, produtores, diretores, etc.), estando a obra de Ramis na 63ª posição.
Em 2017 a BBC relacionou as 100 melhores comédias de todos os tempos e Feitiço do Tempo ficou em quarto lugar. Numa lista que a emissora britânica fizera dois anos antes dos 100 melhores filmes dos Estados Unidos, de acordo com a escolha de sessenta e dois críticos especializados, a comédia ficara em 71º lugar. Foi classificado nos Estados Unidos na categoria "PG", que sugere o acompanhamento dos pais, pois possui leves palavrões e algumas situações implícitas de sexo.

## Enredo
“Este é o pior dia da vida de Phil. O que o tornaria ainda pior? Repetindo-o todos os dias.”

— Harold Ramis
O repórter Phil Connors, egocêntrico e sarcástico, encarregado de apresentar a previsão do tempo num programa televisivo, é enviado até a cidadezinha de Punxsutawney, na Pensilvânia, a fim de cobrir o Dia da Marmota, um festival em que este animal teria o poder de prever qual a duração do inverno, segundo a crença dos moradores locais. Na cidade ele fica hospedado num pequeno hotel onde passa a primeira noite, véspera da festa. Este é o quarto ano consecutivo que Phil é escalado para, segundo diz, ter que testemunhar um "rato" (como ele chama a marmota) olhar a própria sombra para saber se terão ou não mais seis semanas de inverno, o que o irrita profundamente, pois demonstra que sua carreira estagnou-se. O roedor, curiosamente, também se chama "Phil", e ambos estão ligados por uma mesma profissão: são meteorologistas.

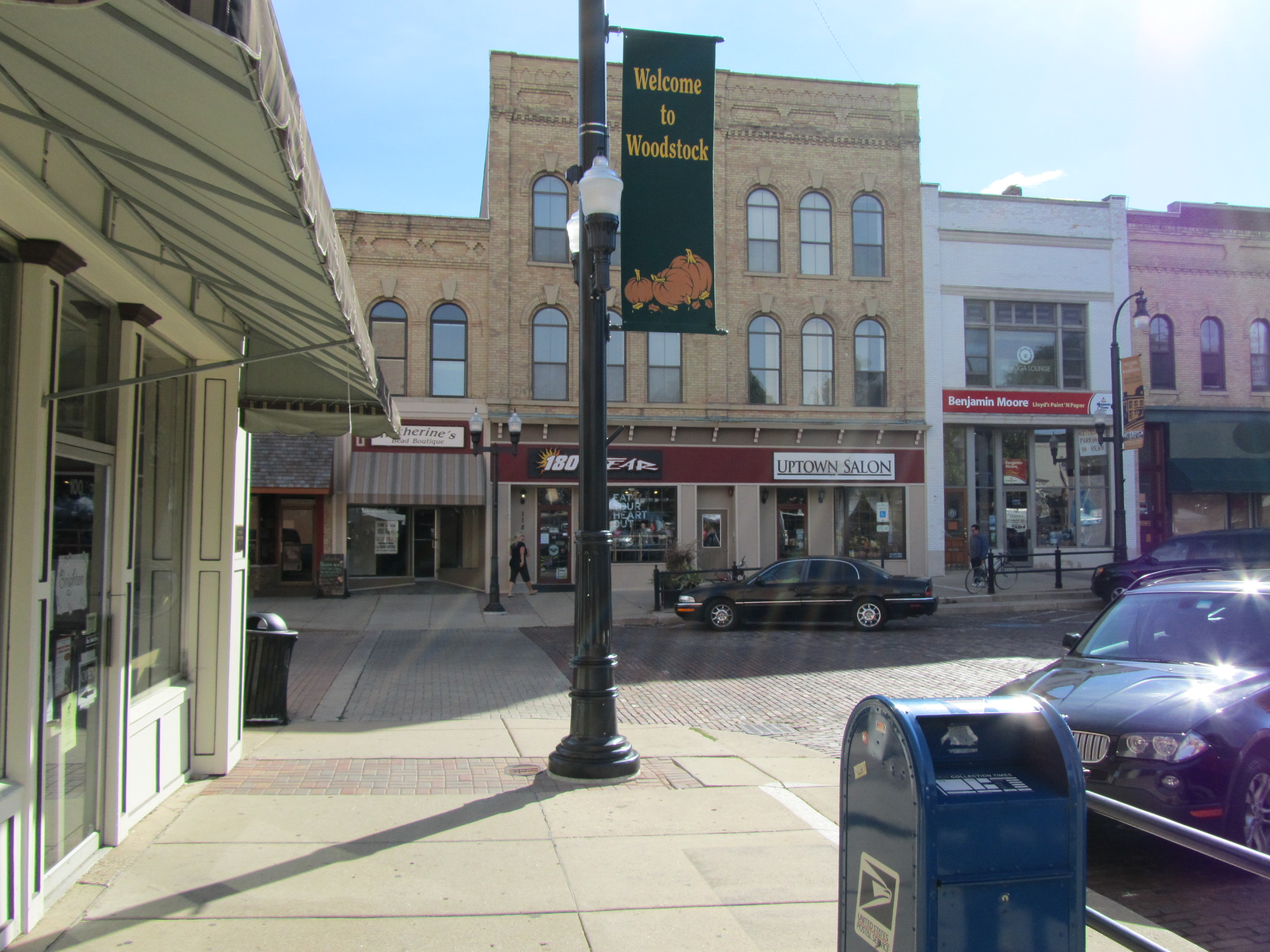
A esquina onde Phil encontra Ned, o vendedor de seguros

Após ser acordado por um rádio-relógio, onde escuta os locutores a falar do Dia da Marmota, ele lava seu rosto e se veste para sair, encontrando outro hóspede no corredor. No salão conversa com a dona do hotel e toma um café, saindo finalmente para a rua onde passa por um velho mendigo, se encontra com um já esquecido colega da infância que vende seguros, pisa numa poça d'água até encontrar sua equipe. Phil realiza a matéria e embora ansiando por sair dali, ele e sua equipe (formada por Rita e Larry), ficam retidos na cidade por conta de uma forte nevasca que interrompe o fluxo das estradas e ele, então, passa novamente a noite no hotel em que se hospedara, esperando partir dali na manhã imediata, caso as rodovias estejam liberadas.
Quando desperta no que pensa ser o dia seguinte, ele ouve no rádio a mesma entrevista que ouvira na véspera, mas não somente isto: ele está preso no dia 2 de fevereiro, que passa a viver repetidamente sempre que acorda. Enquanto todos agem na repetição normalmente Phil se recorda de tudo que experimentara em sua prisão do tempo. Ele percebe que as pessoas estão a viver aquele dia como se fosse a primeira vez ao reencontrar sua equipe e os dois colegas de trabalho não se recordam de já terem passado pelas mesmas situações. O filme não mostra o motivo pelo qual Phil se vê condenado a repetir o mesmo dia ao acordar; apenas uma frase, dita de forma casual, parece ter desencadeado este efeito: "e se não houvesse amanhã?".
Numa primeira reação à repetição do dia, ele resolve se aproveitar da situação e passa a praticar ações irresponsáveis, sabendo que não sofrerá as consequências por elas. Age de forma egoística, procurando tirar vantagem da situação: "embriaga-se, dirige em alta velocidade, seduz mulheres, rouba dinheiro, usa de artifícios para impressionar sua produtora e levá-la para cama, entre outros".
Numa das cenas desta fase da reação Phil se embriaga com dois bêbados da cidade e questiona-os: "o que você faria se estivesse preso em um lugar, e tudo fosse exatamente o mesmo e nada disso importasse para você?". Curiosamente os dois estranhos compreendem aquilo que ele estava a dizer sem necessitarem de um feitiço do tempo para lhes explicar tal situação. Phil realiza ações totalmente destrutivas, apenas para comprovar que pode fazer tudo sem ter outra consequência senão de voltar de novo ao mesmo dia: passa a fumar, a comer sem limites e chega a roubar um caminhão blindado. Esse roubo demonstra o conhecimento que Phil adquiriu sobre o seu dia e o controle de cada evento, que contabiliza milimetricamente a cada segundo — a brisa que sopra, um ruído distante — de tal forma que consegue furtar uma bolsa de dinheiro sem que ninguém perceba.
Numa das cenas principais para exemplificar a reação de Phil ao "exílio em si mesmo" que vive, ele se embriaga com dois operários num bar e um dos amigos resume-lhe a forma como lida com a situação, apontando para seu copo: uns diriam que está meio cheio, Phil seria dos que afirmam que o copo está meio vazio.

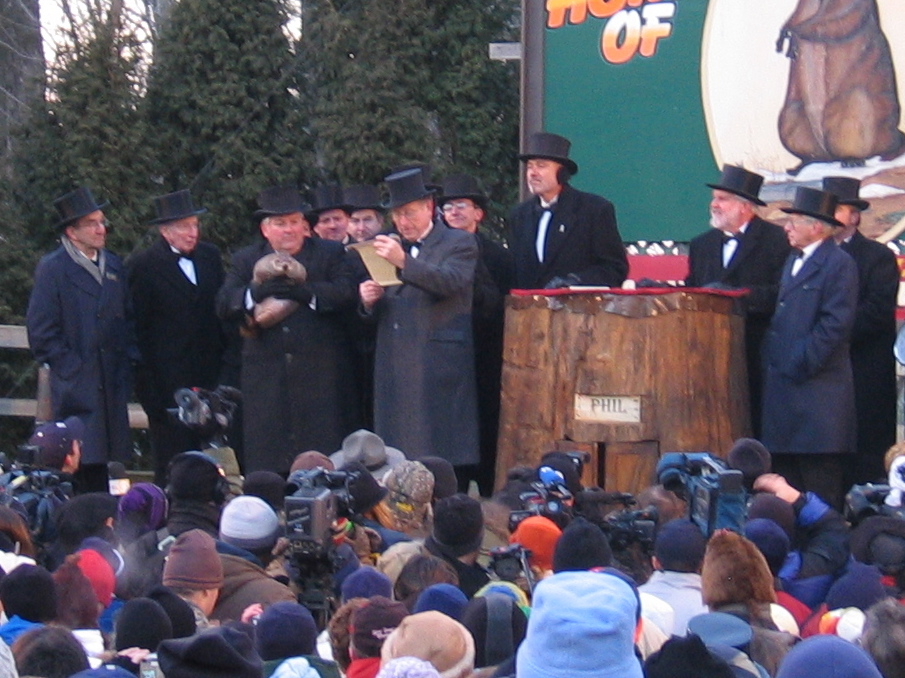
A cerimônia, em 2005

(tomada um) Interior do Cadillac. Phil começa a acelerar, dando uma volta rápida ao redor da praça. Gus olha para o carro da polícia que os persegue.
GUS: Eu acho que eles querem que você pare.
PHIL: É a mesma coisa sua vida toda. Limpe seu quarto, levante-se direito, fique sobre os seus pés, aja como um homem. Seja legal com sua irmã. Nunca misture cerveja com vinho.
O carro derrapa e para sobre a linha da estrada de ferro.
PHIL (com olhos brilhando): Oh, sim, não dirija nos trilhos da ferrovia.
GUS: Bem, agora, nisso daí eu concordo.
Para tentar escapar da repetição, Phil altera seu comportamento, na esperança de que assim possa acordar em novo dia, mas ele não muda a sua postura egoísta e arrogante pois ao longo de sua vida não aprendera como se comportar de modo a fazer com que o tempo volte a fluir normalmente. Ele tenta contar seu drama, primeiro aos amigos Rita e Larry, depois a pessoas distantes, sem que nenhum deles acredite no que fala. Ele continua egocêntrico e acaba se envolvendo em brigas e discussões com moradores locais. Ao variar as respostas com que enfrenta as mesmas situações sem obter sucesso, ele finalmente se desespera a ponto de cometer o suicídio várias vezes e de formas distintas, mas nem isto altera o que se passa, e volta a acordar novamente no mesmo quarto, no mesmo dia 2 de fevereiro de sempre.

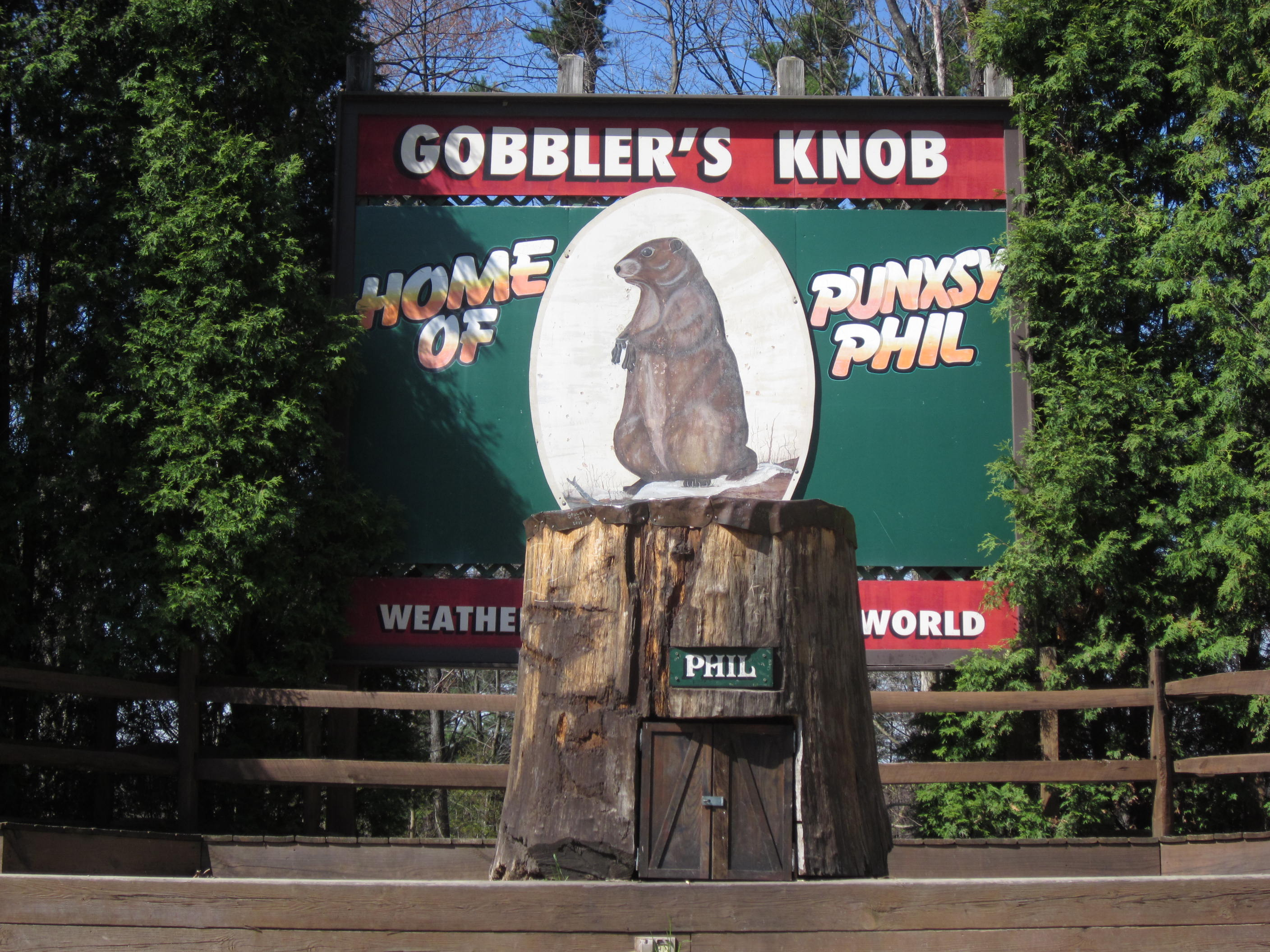
O local onde mora a marmota "Punxy Phil", em Punxsutawney

Ele finalmente tenta conquistar Rita, a produtora de sua equipe, e a questão do filme deixa de ser o amanhã que não vem para "como conquistar uma mulher que desejo desesperadamente, em vinte e quatro horas"; sem sucesso por vezes infindáveis ele tenta até que, ao conhecê-la melhor, passa a amá-la verdadeiramente. Ele procura se aprimorar em vários aspectos a fim de impressionar sua amada: aprende a esculpir no gelo, tocar piano, falar francês, tudo sem sucesso. Ele aproveita as repetições para melhor conhecer a colega de trabalho, e saber o que ela espera de um homem a ponto de parecer ler seus pensamentos e tentando passar-se por um companheiro perfeito para ela.
PHIL: O que você está procurando? Quem é seu cara perfeito?
RITA: Bem. Em primeiro lugar, ele é muito humilde para saber que ele é perfeito.
PHIL: Esse sou eu.
RITA: Ele é inteligente, apoiador, engraçado.
PHIL: Inteligente, apoiador, engraçado. Eu, eu, eu.
RITA: (pensando) Ele é romântico e corajoso.
PHIL: Eu, eu também.
RITA: Ele tem um belo corpo, mas não precisa se olhar no espelho a cada dois minutos.
PHIL: Eu tenho um corpo excelente e nunca olho para ele.
RITA: Ele é amável e sensível, gentil e atencioso. E ele não tem medo de chorar na minha frente.
PHIL: É de um homem mesmo de que estamos falando, certo?

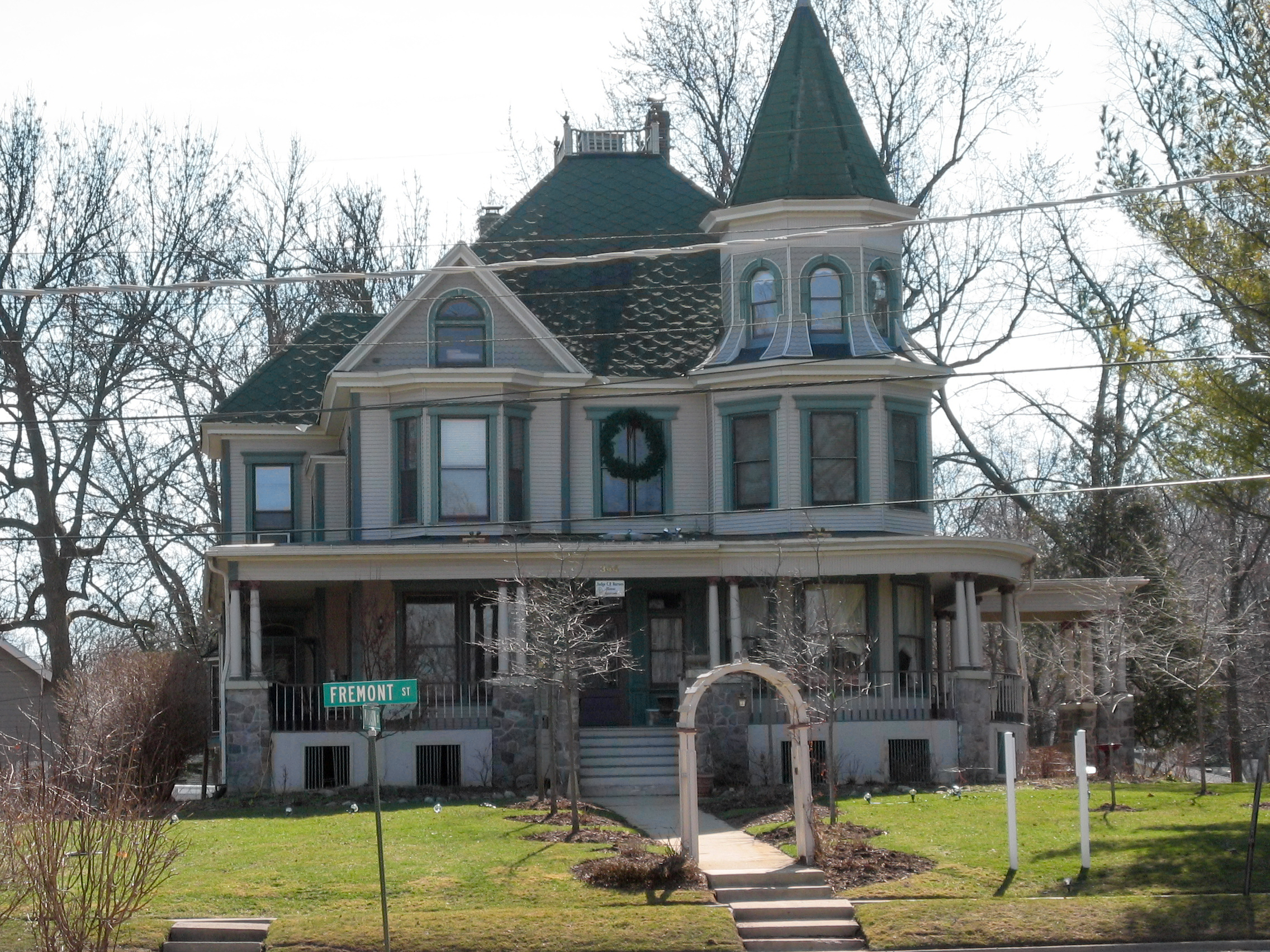
A casa em que Phil passa sua última noite em Punxsutawney

Tamanho esforço é explicitado numa das cenas em que ele repetidamente se encontra com ela e Rita admirada e feliz diz: "você não poderia planejar um dia como este!", ao que Phil responde-lhe "bem, você pode", acrescentando que "é preciso muito trabalho". Finalmente ele deixa de agir de forma egoística: passa a usar o tempo infinito que tem para aprender coisas, como a tocar piano e a esculpir no gelo, começa a agir de forma empática, ajuda velhinhas, ouve a opinião dos colegas de trabalho, deixa ser reclamão e passa a dialogar com todos. Sua mudança comportamental faz com que as pessoas se aproximem dele, ganha aprovação social e diminui a aversão que antes sentia pelos demais, como o velho mendigo, que tenta ajudar.
Ao final do filme, após sua mudança comportamental, havendo se tornado sinceramente atencioso e gentil, Phil e a colega dormem juntos e, para sua surpresa, o "feitiço" finalmente tem fim e o tempo volta a correr normalmente, como resultado da sua transformação interior.
Phil e Rita saem da casa em que passaram a noite e encontram a paisagem tomada pela neve. Phil exclama "é tão bonito! Vamos viver aqui" e, após beijarem-se, ele afirma que deveriam alugar aquela casa, "para começar".

### Duração do 'loop'

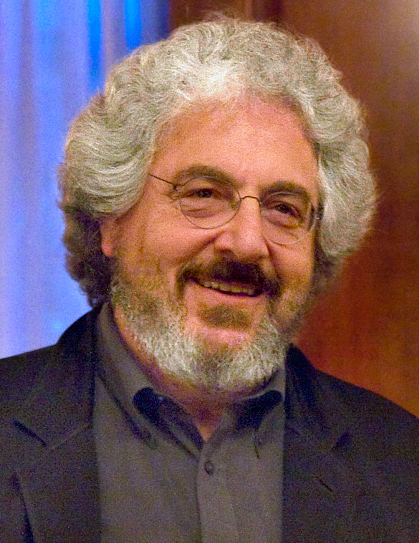
O diretor, Harold Ramis, em 2009

O autor Rubin imaginara que a prisão temporal de Phil durasse dez mil anos, tempo que este marcaria ao ler uma página por dia dos livros de uma biblioteca. Durante algum tempo as pessoas fizeram a estimativa de que a duração seria de dez anos, ao que em 2009 o diretor Ramis avaliou como sendo de "trinta a quarenta anos" de repetições.
Uma segunda versão do roteiro deixava claras várias dúvidas acerca do filme, mas por alguma razão foram cortadas do enredo final. Nela Phil tinha uma namorada que desprezara e esta então lançava-lhe uma praga onde o mesmo ficaria preso no loop temporal. Nele ainda estaria especificado que a duração das repetições seria mesmo de dez mil anos, e o motivo pelo qual a maldição seria quebrada também seria singelamente colocada: um beijo de Rita, como em um conto de fadas.
Em 2014 o especialista Simon Gallagher calculou, para o site What Culture, quantos dias seriam necessários para que Phil realizasse as coisas que o filme demonstra e chegou à conclusão de que foram no mínimo 12.395 dias (ou 33 anos, 11 meses e 26 dias), sem considerar os dias em que o personagem teria ficado na cama sem fazer nada. Este número foi obtido da seguinte forma: aprendendo a sequência dos fatos (42 dias), encontro fantasiado de cowboy (1 dia), ida ao cinema (100 dias), seduzindo Rita (4 dias), aprendendo o idioma francês (4.380 dias), encontros frustrados (8 dias), suicidando-se (20 dias), aprendizado de escultura no gelo e aulas de piano (3.833 dias cada tarefa), jogando cartas (180 dias) . Segundo contabilizado no filme, foram trinta e oito dias repetidos, no DVD o diretor afirma que seriam dez anos de repetições, embora mais tarde tenha afirmado que se passou tantos dias quanto necessários para que Phil realizasse novos aprendizados.

### Improvisações e mudanças
No enredo original Rubin colocara o filme tendo seu início já com Phil acordando na repetição do 2 de fevereiro e agindo como se soubesse o que iria acontecer, sem que a plateia soubesse o porquê daquilo. De igual forma, o filme terminaria com o suicídio de Phil, e este descobria que voltava a acordar dentro do loop temporal — e Rita revelaria que também ela estava enfrentando a mesma situação. Segundo o autor, o início no meio evitaria ter que lidar com as questões que levariam à prisão temporal: "eu não queria ter que lidar [com a forma] como ele entrou nesta situação. Eu não queria lidar com algum tipo de razão sobrenatural de que ele estava preso no mesmo dia (...) E então, pensei: 'Bem, eu sei como posso evitar isso. Vou começar no meio.'"
A fala de Rita quando na cena em que ela e Phil se encontram com o corretor de seguros Ned trazia "não vamos arruiná-lo", mas o sotaque da atriz MacDowell da Carolina do Sul fez com que o diretor Ramis acreditasse que muitos espectadores não iriam entender a palavra em inglês "ruin" em sua pronúncia e alterou o diálogo para "estragá-lo" (spoil). Ramis ainda fez com que o drinque preferido de Rita fosse vermute doce por este ser a bebida favorita de sua esposa.
Numa das passagens em que Murray procura deixar uma marca para que, ao acordar, soubesse se ainda se encontrava preso, foi filmada uma cena onde Phil destruía o quarto do hotel com uma motosserra e com tintas. a cena foi cortada e o protagonista se limita a quebrar um lápis e deixá-lo ao lado no criado-mudo, de forma que três dias de filmagem foram perdidos com a cena abolida.
Numa das muitas repetições em que Phil reencontra o corretor de seguros que grita por ele, reconhecendo-o, Murray improvisou abraçando-o de forma mais que carinhosa, dizendo: "o que você está fazendo esta tarde, Ned?", gerando um claro desconforto, e o diretor aprovou a cena imediatamente, mantendo-a no filme.
Na filmagem do final, quando Phil finalmente acorda para um novo dia, Murray levantou a questão de se ele estaria ou não vestindo um pijama pela manhã, ou a mesma roupa da noite anterior — o que significaria que ele e Rita teriam feito sexo. A questão foi debatida longamente entre os atores e o elenco, ocorrendo então um empate e Bill se recusou a filmar sem que a questão fosse decidida. Foi finalmente desempatada a questão por uma jovem assistente de direção, que opinara por mantê-lo vestido como na véspera, declarando: "ele absolutamente tem que estar vestido com a roupa da noite anterior. Se ele não estiver usando as roupas da noite anterior, isso vai arruinar o filme", e o diretor Ramis acatou essa decisão.
Na cena derradeira, quando Phil e Rita têm de atravessar o portão, havia caído muita neve. Os técnicos tinham que alisar a neve para ocultar as pegadas e quando Murray e MacDowell chegam ao portão, Bill reparou que a neve o prendera de forma que não dava para abri-lo. Ele então não se deixou parar por aquilo e tomou-a no colo e passou-a para o outro lado, saltando em seguida. A cena foi mantida, como um salto para uma nova vida.
Ao todo cerca de trinta por cento das cenas foram improvisadas sobre o roteiro original, além das já relacionadas: o menino que cai da árvore, as aulas de piano, as mulheres com o pneu furado, o mendigo que continua a morrer enquanto Bill tenta salvar-lhe a vida, o prefeito que engasga com um pedaço de carne, todos são exemplos de adições que foram feitas ao roteiro.

## Elenco

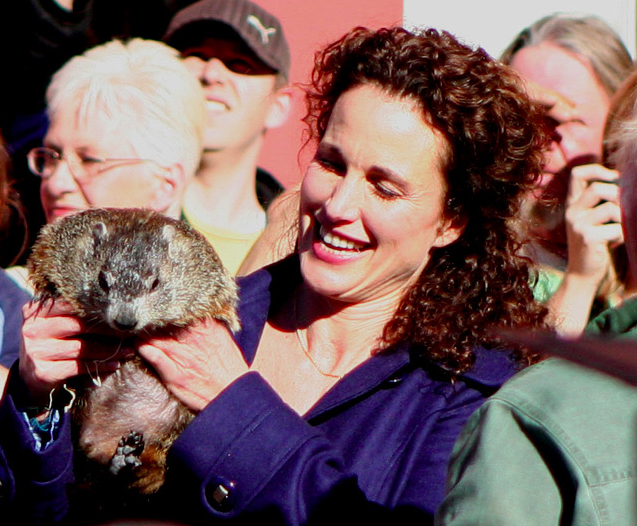
Andie MacDowell com uma marmota, em 2008.

Harold Ramis fizera o roteiro tendo em mente Kevin Kline como o protagonista. Depois foram cogitados Tom Hanks, que recusou por estar ocupado e achar que o público já imaginaria que ele se tornaria uma pessoa boa ao final, pois ele sempre é amável, e ainda Michael Keaton que, não compreendendo o roteiro, o recusou, numa decisão da qual se arrependeria.
- Bill Murray - interpreta o protagonista Phil Connors. Foi considerado pouco profissional durante as filmagens, pois além de discordar do roteiro chegava constantemente atrasado ao set e fazia birras constantes.[24] A despeito disso seu desempenho chegou a ser chamado na época de "magistralmente assombroso" pela crítica.[16] O crítico Roger Ebert, reavaliando em 2005 sua crítica inicial de 1993, declarou: "o roteiro de Danny Rubin e Harold Ramis é inspirado, mas inspirou-se de forma crucial porque tem Bill Murray nele".[25]
- Andie MacDowell faz Rita Hanson, uma produtora que age de forma maternal diante do temperamental repórter.[17] É "uma apaixonada presença cômica e totalmente encantadora, interpreta uma mulher trabalhadora moderna, enquanto lembra aos espectadores que isto é o coração de um conto de fadas."[3]
- Chris Elliott - Larry
- Stephen Tobolowsky - interpreta o irritante Ned Ryerson, um vendedor de seguros. Harold Ramis, depois de fazer uma audição com o ator, ligou para Bill Murray e disse: "encontrei Ned Ryerson, ele é a pessoa mais desagradável que já conheci."[5] O nome da personagem, segundo o autor, foi inspirado por Ned Beatty que imaginara como o vendedor desagradável. Já o sobrenome teria sido completa invenção. A despeito disso, o nome corresponde a uma pessoa real que está sepultada num cemitério em Martha's Vineyard.[26]
- Brian Doyle-Murray - Buster Green, um dos apresentadores da marmota, o homem que engasga.
- Marita Geraghty - Nancy Taylor
- Angela Paton - interpreta a idosa e simpática Sra. Lancaster, que atende Phil na sua hospedagem.[27]
- Rick Ducommun - Gus
- Rick Overton - Ralph
- Robin Duke - Doris, garçonete.
- Carol Bivins - Âncora de jornal.
- Willie Garson - Kenny, assistente de Phil.
- Ken Hudson Campbell - Homem no corredor.
- Les Podewell - Velho mendigo.
- Rod Sell - Mestre de cerimônias da marmota.
- Harold Ramis - Neurologista.
- Hynden Walch - Debbie, jovem noiva.
- Michael Shannon faz Fred, jovem noivo. Foi seu primeiro papel num filme e ele fez uma pergunta idiota a Bill Murray durante uma pausa, e a resposta o deixou constrangido. Ao saber disto, o diretor Ramis fez Murray pedir-lhe desculpas, o que aumentou-lhe o constrangimento.[20]
- Peggy Roeder - Professora de piano.

## Concepção

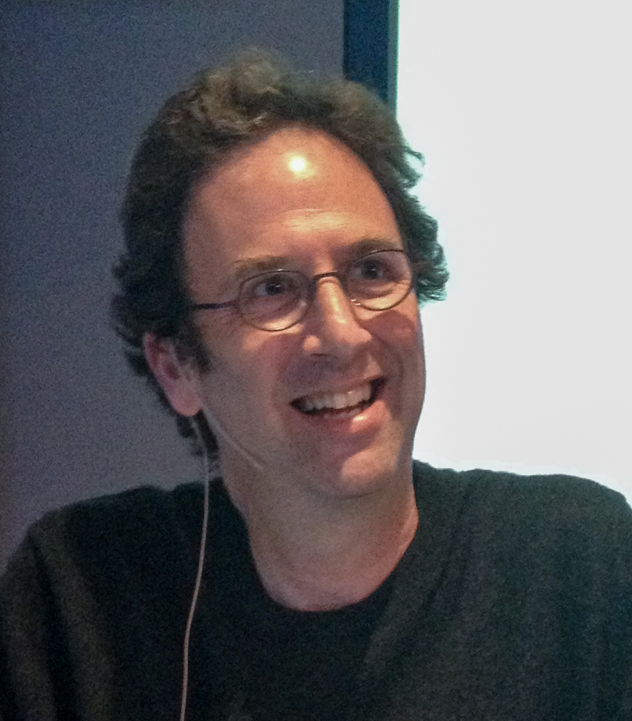
O roteirista Danny Rubin

Danny Rubin declarou ter escrito a estória em menos de uma semana. Ele era então um roteirista iniciante que havia se mudado de Chicago para Los Angeles a fim de seguir esta carreira e já havia vendido um roteiro que se tornou o filme Hear No Evil (1993) quando sentado num cinema lia um livro sobre vampiros e se questionou como seria para alguém ter a eternidade para viver, quanto tempo levaria para ser afetada e aquilo deixar de ser divertido, interessante ou valer a pena. Ele então se lembrou de uma antiga ideia que deixara registrada, onde um homem acordava para viver sempre o mesmo dia e então resolveu juntar as duas concepções: retratar a eternidade não como um seguimento contínuo, mas de forma circular. A data escolhida para o dia repetido foi feita ao acaso: Rubin abrira um calendário e o primeiro feriado que encontrou foi o dia 2 de fevereiro. Coincidentemente, por haver trabalhado como redator numa companhia telefônica, ele conhecia aquela data que a maioria dos americanos ignorava mesmo existir.
Uma vez escrito o roteiro Rubin usou-o apenas como forma de apresentar-se aos produtores e segundo ele por mais de cinquenta vezes se reuniu com agentes de Hollywood sem que nenhum deles se interessasse. Isso continuou até que um dos agentes ligou e disse que iria mostrar a história para alguém que poderia gostar dela, e este era Harold Ramis.
Quando escolheu o ambiente de Punxsutawney, pensara numa pequena cidade que desse ao personagem a sensação claustrofóbica de estar preso num ambiente diminuto. Dali também colheu o nome do protagonista, Phil, assim como a célebre marmota que na cidadezinha previa a duração do inverno. Ele até pensara em criar uma motivação para a prisão temporal do repórter — "como Phil ficou preso no tempo? Havia uma máquina do tempo? Uma maldição de cigano? Uma anomalia celestial? Um relógio mágico?" — optando por não colocar nada e ao final declarou apenas que "o que mais gostei dessa ideia totalmente lógica, mas de alguma forma herética, foi o seu sabor existencial. O filme tornou-se muito mais humano e confiável, já que nenhum de nós sabe exatamente como ficamos presos aqui também."
Embora todo o script tenha sido escrito em menos de sete dias, Rubin levara sete semanas relacionando ideias e escrevendo notas para ele. Embora seu agente tivesse gostado da ideia todos os diretores que a ele tiveram acesso disseram também gostar mas que não realizariam tal trabalho, considerado um enredo "não-hollywoodiano", até que depois de um ano Harold Ramis aceitou o desafio e procedeu a várias adaptações no roteiro até chegar ao resultado final que se vê no filme.
Segundo Rubin as cenas de suicídio e outras passagens de seu enredo foram inspiradas no humor negro contido no filme inglês Kind Hearts and Coronets, que assistira quando criança. Ele diz que seu roteiro tinha início já no meio das repetições vividas por Phil e que o diretor Harold lhe prometera não alterar essa construção — o que não se verificou na versão final, por pressão do diretor e do estúdio. Os dois também queriam uma segunda grande mudança no roteiro, que seria a intervenção de uma cigana, que não foi introduzida graças à sua resistência como autor.
O ator Stephen Tobolowsky declarou acreditar que tanto o roteirista Rubin quanto o diretor Ramis se basearam no modelo de Kübler-Ross, que estava num livro bastante popular na década de 1970 e que pregava as etapas da reação diante da morte de um ente querido (que incluem reconhecimento, negação, depressão, raiva, aceitação).

## Gravações
Bill Murray teve neste filme a sua sexta e última participação ao lado de Harold Ramis, com quem ao final das gravações rompeu uma longa amizade. Durante as filmagens Murray discordava do enredo e estava enfrentando um divórcio, o que foi um fator desestabilizante, pois sempre chegava atrasado às gravações. Após o filme ficou vinte e um anos sem se falar com Ramis, que chegou a declarar: "às vezes, Bill era de fato irracionalmente malvado e intratável; ele estava constantemente atrasado no set. O que eu gostaria de dizer a ele é exatamente o que falamos aos nossos filhos: 'Você não precisa fazer birras para obter o que deseja. Apenas diga o que deseja'."

### Locação em Woodstock

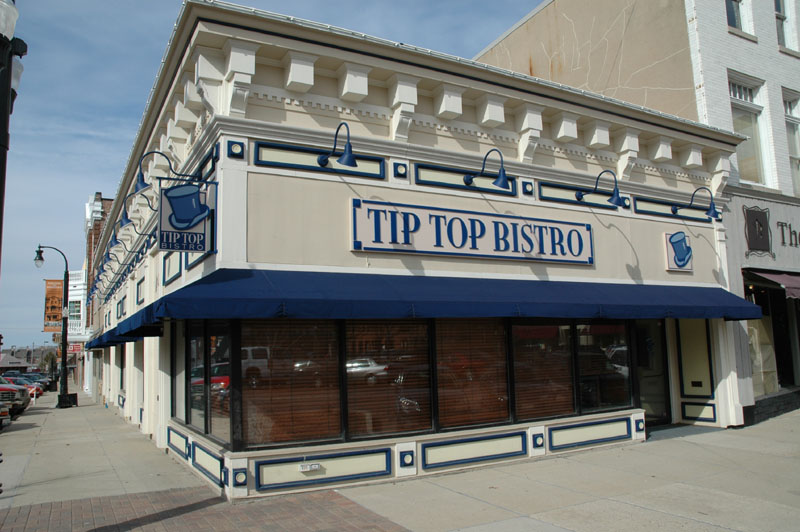
O "Tip-Top Café" hoje é o "Tip-Top Bistro", em Woodstock

O ator Stephen Tobolwsky se recorda de que quando as cenas da marmota foram filmadas em Punxutawney as pessoas tratavam aquilo tudo com muita seriedade. Em suas palavras: "eu acho que foi esse pequeno toque de seriedade que realmente fez o feriado durar, porque não é apenas pateta. Não são apenas as pessoas que colocam chapéus engraçados."
As filmagens principais, contudo, não tiveram por cenário a cidade de Punxutawney, mas sim Woodstock (Illinois), pois aquela não teria, segundo o diretor Ramis, uma boa aparição na câmara no centro urbano. Em represália a cidade não permitiu que a verdadeira marmota "Punxutawney Phil" estrelasse o filme. Assim uma marmota chamada Scooter foi utilizada e mordeu Murray três vezes, motivo pelo qual o ator se convencera de que o roedor o odiava. Em contrapartida o local em que Phil pisa numa poça de lama (cujos paralelepípedos tiveram de ser retirados) tem em Woodstock uma placa comemorativa informando "Bill Murray tropeçou aqui". Como as gravações ocorreram entre 16 de março a 10 de junho (verão no hemisfério norte), neve artificial teve que ser utilizada e os atores e figurantes tinham que suportar o calor usando grossos casacos.
A cidade já havia servido de locação para o filme Planes, Trains & Automobiles (1988) por escolha do diretor de locação Bob Hudgins. Assim, quando Harold Ramis procurou um local com uma área central preservada com características pitorescas de cidade pequena, Woodstock se revelou a ideal.
Numa das primeiras filmagens de seu encontro com o corretor de seguros vivido por Stephen Tobolowsky este reparou para Murray que os habitantes da cidade que espiavam as gravações pareciam famintos. Murray então encontrou uma padaria e, comprando "danishes" ali, atirou-os para a multidão.
Muitos dos moradores se tornaram figurantes, alguns até recebendo créditos ao final do filme como "extras". Durante as filmagens em 1992 a cidade estava em meio a uma recessão e muitas construções estavam seladas por tábuas de madeira e abandonadas, mas tudo mudou após o sucesso da obra: o "Tip-Top Café", por exemplo, que fora criado para as filmagens, continuou a seguir como restaurante e o pequeno hotel onde Phil acorda todas as manhãs no dia 2 de fevereiro precisa de reservas com grande antecedência, durante o inverno. A cidade ainda ostenta diversas placas alusivas às locações do filme, realizando turnês no inverno pelas locações e eventos para debater o filme, além de reeditar o Dia da Marmota com um dos descendentes da marmota que atuou com Bill Murray. Finalmente, Woodstock passou a adotar por lema "todos os dias são Groundhog Day em Woodstock, IL!".

## Preservação memorial
A importância do filme para a cultura estadunidense foi reconhecida em 27 de dezembro de 2006, quando o bibliotecário responsável pela Biblioteca do Congresso, James H. Billington, o adicionou junto a outras vinte e quatro obras cinematográficas ao National Film Registry para sua preservação permanente.
Ao fazer a indicação das obras naquele ano, elevando a 450 o número de filmes preservados, Billington afirmou que: "a seleção anual de filmes para o National Film Registry envolve muito mais do que a simples nomeação de filmes queridos e importantes para uma lista de prestígio. O Registro não deve ser visto como 'The Kennedy Center Honors', 'The Academy Awards', ou mesmo 'America's Most Beloved Films'. Em vez disso, é um meio inestimável para promover a conscientização pública sobre a riqueza, a criatividade e a variedade do patrimônio cinematográfico americano e dramatizar a necessidade de sua preservação."
O processo de seleção anual em 2006 avaliou obras do período de 1913 a 1996, num total de cerca de mil filmes que foram indicados pelo público e avaliados intensivamente pelo setor filmográfico da Biblioteca do Congresso e consultores do National Film Preservation Board.
Em seu comunicado de imprensa, a Biblioteca descreveu Feitiço do Tempo como "uma comédia inteligente com uma vantagem filosófica, para começar"; e que nele um "roteiro habilidoso e inovador, criativamente, reorganiza e desenvolve os eventos de cada dia, ao mesmo tempo em que move o personagem de Murray em auto-crescimento, redenção e renascimento pessoal."

## Crítica

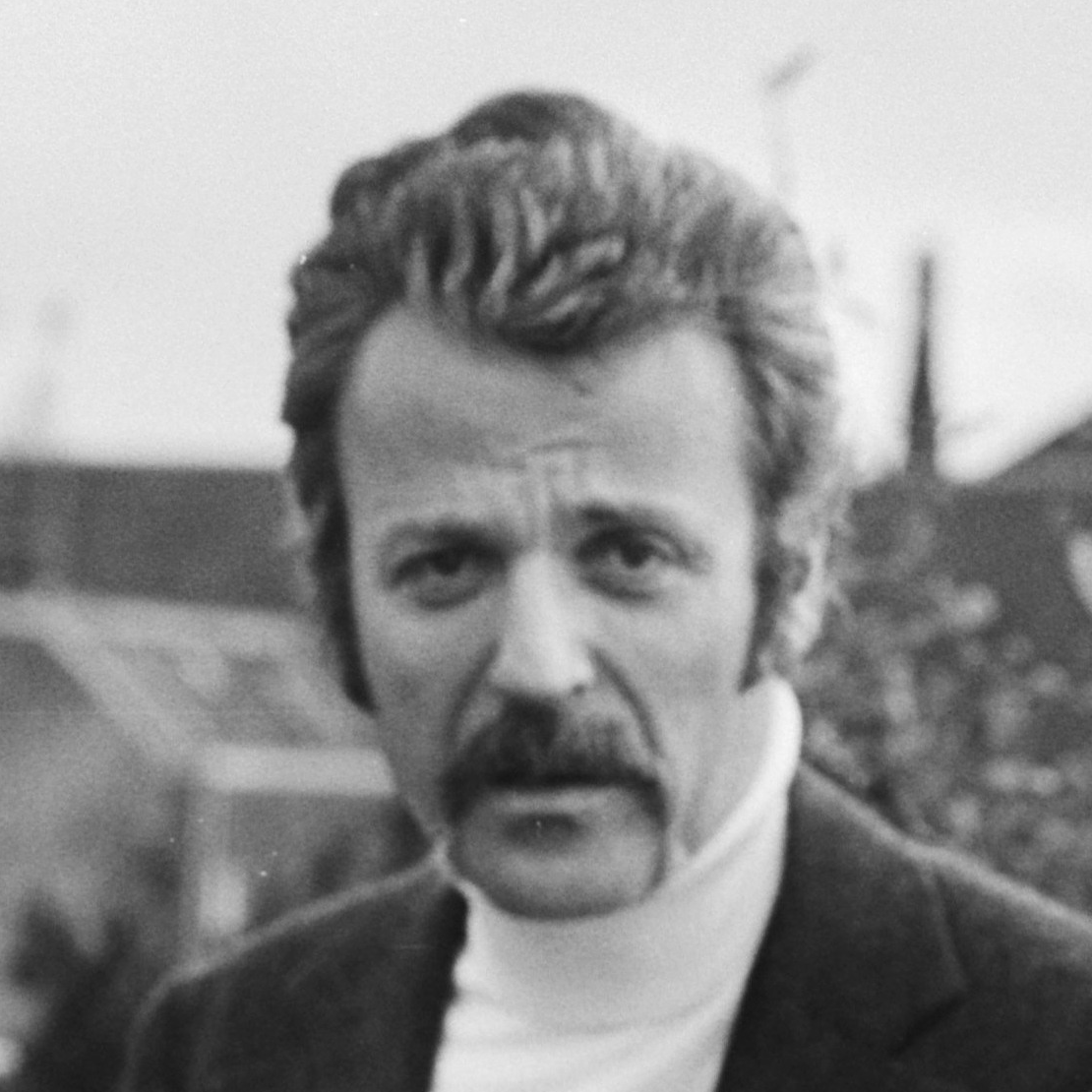
O roteirista W. Goldman foi quem primeiro declarou que o filme era um clássico, em 1993.

Como lembrou o roteirista Harold Ramis, as primeiras críticas foram mornas; o sucesso do filme veio paulatinamente; as pessoas que o assistiam passaram a recomendá-lo, e assim foi evoluindo, até ganhar respaldo entre psicólogos, os budistas e outros religiosos; Roger Ebert fizera uma retratação de sua avaliação inicial e, então, William Goldman declarou no final de 1993 que achava que este seria o único filme daquele ano que seria lembrado dali a uma década.
Hal Hinson, do jornal Washington Post, antes mesmo do lançamento oficial da obra, registrava que esta era a "melhor comédia americana desde "Tootsie""; para este crítico o filme guarda semelhanças com a obra do cineasta Luis Buñuel, O Anjo Exterminador, embora seja mais simples, facilmente compreendido por todas as camadas sociais. Hinson começa sua análise lembrando que a expectativa com o que virá a ocorrer é a coisa mais horrível da vida — mas que o enredo demonstra que o oposto também poderá se tornar um inferno, ou seja, saber exatamente como tudo irá se desenrolar. Sobre o trabalho da direção registrou que: "Ramis sempre foi melhor ator e escritor do que diretor. Mas aqui ele mostra um timing cômico extremamente interessante, especialmente na forma como ele nos surpreende cortando, no momento certo, de um ponto alto para outro."
Para Janet Maslin, do The New York Times em análise feita em 1993, o enredo mostra um personagem que faz a transição da pessoa insuportável para se tornar alguém simpático, como ele mesmo interpretara em Scrooged; traz no enredo, ainda, elementos de Frank Capra e Kafka; começa num tom leve para se tornar de modo estranho comovente. Roger Ebert, do Chicago Sun-Times, atribuiu no lançamento apenas três estrelas das cinco que atribuía aos filmes; segundo ele a obra era "'amável e doce" e que "as fórmulas das comédias são oito ou oitenta. Aqueles com base em uma ideia original são mais raros, e "Groundhog Day", além de tudo o mais, é uma demonstração da maneira em que o tempo às vezes pode nos dar uma pausa." Ele também compara o filme com Scrooged e outras obras precedentes. Em 2005 Ebert refez sua crítica inicial, declarando: ""Groundhog Day" é um filme que encontra seu tom e propósito tão precisamente que sua genialidade não pode ser imediatamente perceptível. Desenrola-se tão inevitavelmente, é tão divertido, tão aparentemente sem esforço, que você tem que ficar de pé e se cobrir antes de perceber quão bom realmente é. Certamente eu subestimei isso em minha crítica original."

## Análises
O paradoxo temporal no qual o personagem se vê preso é chamado de "loop de repetição"; o filme retrata de forma criativa esse fenômeno da ficção científica dentro da temática "viagem no tempo", embora "a vivência contínua no mesmo intervalo de tempo, não representando uma viagem no sentido tradicional de transporte físico, seja para o passado ou para o futuro, mas, sim, uma vivência contínua no mesmo presente."
A abordagem do loop temporal pelo filme representa uma exceção nas viagens do tempo; ao viver sempre o tempo presente, reporta ao tempo que a filosofia mais tem dificuldade em lidar, uma vez que "o presente é o tempo que não é, pois ao ser percebido ou vivido ele imediatamente torna-se passado, o seu principal constituinte é o 'vir-a-ser'".
Na psicologia o filme pode também ser visto como "metáfora sobre a importância da variabilidade comportamental no processo terapêutico. Criar um contexto que favoreça a variabilidade é um desafio para qualquer terapeuta cuja tarefa seja modelar o repertório do cliente (Glenn & Field, 1994). Para isso, é necessário reforçar sutis alterações no comportamento do cliente, de modo a aumentar a probabilidade da classe de respostas-alvo."
O tempo é, no cinema, regulado pela câmera: esta pode "tanto acelerar quanto retardar, inverter ou deter o movimento e, consequentemente, o tempo" valendo-se para isto de recursos como a "imagem acelerada, a imagem lenta, a imagem suspensa"; nesta obra o tempo repetido sucessivamente é demonstrado com várias abordagens possíveis por aquele já tem ciência do que irá ocorrer; mesmo as cenas de suicídio "também têm diversos momentos, diversas duratividades, dado que cada vez que Phil comete suicídio — a cada novo dia era uma nova forma de se matar, diferente daquela do “dia anterior” —, ele acorda novamente: um “novo” dia, uma nova forma de morrer. Todas essas cenas possuem começo, meio e fim. Todas elas têm a sua duratividade desenvolvida em um presente de continuidade."
Para o italiano Mario Sesti, crítico e experto em cinema, em ensaio para o MOMA de 2003, "as histórias fantásticas geralmente envolvem uma hipótese tomada literalmente, uma frase transformada em um mundo de imagens e coisas. A terrível habilidade das palavras para tornar-se real é uma característica frequente de contos de fadas e mitos, sonhos e alucinações, lembrando-nos de que a poesia e nossa imaginação interna poderiam transformar a organização das coisas, fazendo uma alucinação ininterrupta do nosso mundo, se apenas um deus oculto nos dê o poder de realizá-los (...) Groundhog Day é sobre este enigma - o que, no entanto, nunca menciona. Sem presença divina, sem efeito especial, nenhuma invasão extraterrestre intervém no filme para explicar por que, nesta pequena cidade, o herói vive o mesmo dia uma e outra vez". Sesti continua sua análise: "Como no filme de Emidio Greco L'invenzione di Morel (1974), baseado em uma história de Adolfo Bioy Casares, a repetição torna cada segundo imortal. Este é um mundo de carrilhão, um universo em miniatura, perfeito e louco, feliz e diabólico - como se a repetição infinita fosse a única forma de eternidade que nossa imaginação saiba como representar." Ele conclui sua análise dizendo que apenas um "deus oculto" poderia manobrar cada segundo da realidade, conhecer cada momento e que seria, afinal, uma "deidade menor" que a superstição popular identifica no autor, no diretor, no roteirista ou outros.

## Acusações de plágio eloop temporalem outras obras
O escritor Leon Arden processou e perdeu a Universal Pictures por haver plagiado seu romance de 1981 The Devil's Trill, depois renomeado para One Fine Day; segundo ele, o estúdio havia lido e rejeitado a história que, finalmente, fora refeita para Groundhog Day; dentre as semelhanças o personagem principal fica preso num loop temporal e não consegue seduzir a heroína, então passa a coletar informações pessoais sobre ela a fim de ter sucesso.
Na decisão a justiça estadunidense ponderou que a lei de direitos autorais protege "a expressão particular das ideias" e não a ideia em si mesmo: "Ao ler o depoimento do Sr. Arden em oposição à moção de julgamento sumário, posso apreciar sua frustração ao ver sua ideia de um homem preso em um dia repetido usada, sem seu consentimento, em um filme que arrecadou mais de US $ 70 milhões, nenhum do qual ele recebeu. Novamente, no entanto, as ideias não são protegidas por direitos autorais e a lei procurou encontrar um equilíbrio entre a proteção de obras originais e a promoção de uma maior criatividade, um equilíbrio que resultou em - mesmo assumindo que os réus copiaram a ideia do Sr. Arden - um trabalho criativo e divertido que é substancialmente diferente da expressão de sua ideia."
A situação, contudo, não foi exclusiva de Leon Arden, ou mesmo de Danny Rubin: vários outros autores exploraram a situação de alguém preso numa repetição do tempo; a primeira delas foi o livro infantil "Christmas Every Day", de 1892. Também o autor de ficção científica Richard A. Lupoff cogitou processar a Universal; sua história "12:01 PM", publicada originalmente em dezembro de 1973, fora transformada em curta-metragem por Jonathan Heap em 1990, e chegou a ser indicado ao Oscar; Lupoff mais tarde declarou: "Jonathan Heap e eu ficamos indignados e nos esforçamos muito para perseguir os patifes que nos roubaram mas, infelizmente, o establishment de Hollywood fechou as fileiras. Não éramos Art Buchwald. Depois de meio ano de conferências com advogados e estresse emocional, concordamos em colocar o assunto para trás e continuar com nossas vidas."

## Premiações
Na festa do Oscar 2014 Bill Murray lembrou o diretor Ramis, falecido naquele ano e que jamais vencera um prêmio da Academia, e afirmou que "comédia nunca leva Oscar. Feitiço do Tempo foi um dos roteiros mais bem escritos e não recebeu nem mesmo uma indicação”.
A despeito disso, Groundhog Day ganhou os seguintes prêmios:
| Ano  | Prêmio                | Categoria               | Indicação                          | Resultado | Ref.   |
| ---- | --------------------- | ----------------------- | ---------------------------------- | --------- | ------ |
| 1993 | British Comedy Awards | Melhor Filme de Comédia |                                    | Venceu    | [ 35 ] |
| 1993 | Saturn Award          | Melhor Atriz (Filme)    | Andie McDowell, pelo papel de Rita | Venceu    |        |
| 1994 | BAFTA Awards          | Melhor Roteiro Original | "Harold Ramis" e "Danny Rubin"     | Venceu    |        |

### Honrarias
- 2008 - AFI's 100 Years ... 100 Laughs - 34ª posição[36]
- 2008 - AFI's 10 Top 10 - Posição n. 8 na categoria "Fantasy Film".[37]

## Impacto cultural
— Danny Rubin
Em 2014, quando da morte de Ramis, o então presidente dos Estados Unidos Barack Obama declarou, em nota oficial de pesar: "Quando assistíamos a seus filmes – de ‘O Clube dos Cafajestes’ e ‘Clube dos Pilantras’ a ‘Os Caça-Fantasmas’ e ‘Feitiço do Tempo –, nós não apenas morríamos de rir. Nós questionávamos autoridade. Nós nos identificávamos com o excluído. Nós torcíamos pelo azarão. E, diante disso tudo, nunca perdíamos a nossa fé nos finais felizes”.
A obra influenciou enredos posteriores, como o thriler estrelado por Tom Cruise de 2014, No Limite do Amanhã, e as semelhanças com o filme de 1993 tornam-se patentes a quem o assiste.
O game Garbage Day de 2016 apresenta uma situação análoga ao filme, onde o jogador repete as experiências de um mesmo dia.

### Impacto religioso
Segundo o jornal britânico "The Independent" Groundhog Day "é "saudado pelos líderes religiosos como o filme mais espiritual de todos os tempos". O próprio Harold Ramis registrou que recebia mensagens de religiosos de várias correntes: cristãos, judeus e budistas.
Para os budistas, como a professora desta religião na Universidade de Nova Iorque Angela Zito, o filme ensina o funcionamento dos ciclos de renascimentos, conhecido por Samsara; a reencarnação é algo sofrido, e deve ser superado para que o espírito possa seguir em frente. Já o rabino Niles Goldstein vê no drama de Phil como alguém que é recompensado com a volta à terra para realizar mais boas ações (Mitzvás), e que "o filme nos diz, como o judaísmo, que o trabalho nunca termina até que todo o mundo tenha sido aperfeiçoado." O jesuíta James Martin vê no filme a lição católica da ressurreição, onde a pessoa renasce com um uma nova maneira de olhar o mundo. Outras seitas e religiões tratam o filme também como referência; para muitos Wicca, por exemplo, o filme é considerado de assistência obrigatória, pois representaria um dos quatro sabbats maiores.